# Заплавний провулок (Київ)
Запла́вний прову́лок — провулок в Дарницькому районі міста Києва, селище Бортничі. Пролягає від Заплавної вулиці та Щасливого провулку до кінця забудови.

## Історія
Виник у 2010-х під теперішньою назвою.